# Urera hypselodendron
Urera hypselodendron är en nässelväxtart som först beskrevs av Ferdinand von Hochstetter och Achille Richard, och fick sitt nu gällande namn av Hugh Algernon Weddell. Urera hypselodendron ingår i släktet Urera och familjen nässelväxter. Inga underarter finns listade i Catalogue of Life.